# Bel Canto (film)
Pour les articles homonymes, voir Bel Canto.
Pour plus de détails, voir Fiche technique et Distribution.
Bel Canto est un film dramatique américain réalisé par Paul Weitz, sorti en 2018.

## Fiche technique
- Titre : Bel Canto
- Réalisation : Paul Weitz
- Scénario : Paul Weitz et Anthony Weintraub, d'après le livre d'Ann Patchett
- Photographie : Tobias Datum
- Montage : Suzy Elmiger
- Musique : David Majzlin
- Direction artistique : Carlos Y. Jacques et Derek Wang
- Décors : Philippa Culpepper
- Costumes : Catherine Riley
- Production : Caroline Baron, Lizzie Friedman, Karen Lauder, Greg Little, Andrew Miano, Paul Weitz et Anthony Weintraub

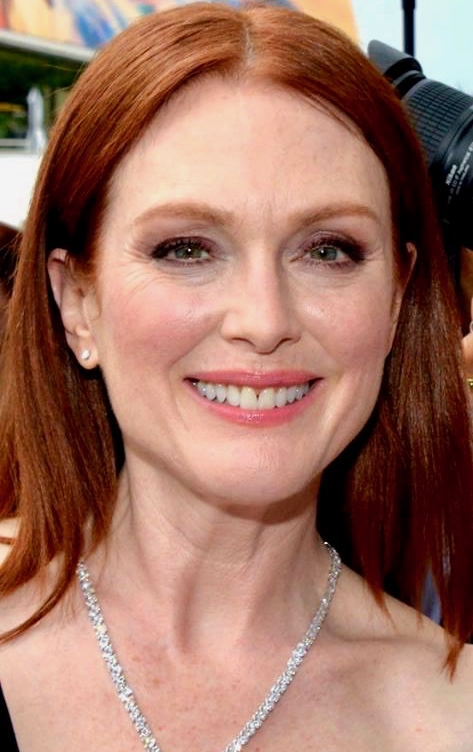
L'actrice Julianne Moore au Festival de Cannes 2018.

- Distribution : Screen Media Films
- Genre : Drame
- Langue : anglais
- Durée : 1h 42 min
- Pays de production :  États-Unis
- Dates de sortie : 
  - États-Unis : 14 septembre 2018
  - France : 22 mai 2019 Sur Amazon Prime Video

## Distribution
- Julianne Moore (VF : Isabelle Gardien) : Roxanne Coss (voix chantée : Renée Fleming)
- Ken Watanabe : Katsumi Hosokawa
- Sebastian Koch (VF : Bernard Lanneau) : Joachim Messner
- Christophe Lambert (VF : lui-même) : Simon Thibault
- Elsa Zylberstein : Edith Thibault
- Johnny O : Gilbert
- Ryō Kase : Gen
- Olek Krupa : Fyodorov
- María Mercedes Coroy : Carmen
- Melissa Navia ː Esmeralda